# Pixtiopan
Pixtiopan är en ort i Mexiko.   Den ligger i kommunen Ixcaquixtla och delstaten Puebla, i den sydöstra delen av landet, 170 km sydost om huvudstaden Mexico City. Pixtiopan ligger 1 867 meter över havet och antalet invånare är 243.
Terrängen runt Pixtiopan är platt västerut, men österut är den kuperad. Terrängen runt Pixtiopan sluttar västerut. Runt Pixtiopan är det glesbefolkat, med 19 invånare per kvadratkilometer. Närmaste större samhälle är San Juan Ixcaquixtla, 4,7 km öster om Pixtiopan. Omgivningarna runt Pixtiopan är en mosaik av jordbruksmark och naturlig växtlighet.